# Cerdo dorado gaditano
El cerdo rubio gaditano o cerdo dorado gaditano es una estirpe porcina española, autóctona de Andalucía. Se distribuye por la Sierra de Grazalema y por la Serranía de Ronda, en la provincia de Cádiz y en la provincia de Málaga respectivamente, por lo que se trata de una variedad del tronco ibérico.
Declarada como extinguida oficialmente hacia el año 2000, en 2008 se consideraba que solo quedaban algunos ejemplares asilvestrados viviendo en total libertad pero en el proceso de recuperación en 2011 se hallaron varios ejemplares puros domésticos. Aunque se considera recuperada,  todavía no está reconocida oficialmente como especie en peligro de extinción. Por no estar incluida en el Catálogo Oficial de Razas de Ganado de España del Ministerio de Agricultura, Pesca y Alimentación, no tiene reconocimiento oficial.
Se trata de la única estirpe de cerdo ibérico rubio que queda en España, pues el cano campiñés también está considerado extinto, quedando solo otros cerdos ibéricos rubios en Portugal, de la estirpe ruiva ervideira, perteneciente a la raza alentejana.

## Extinción y recuperación
Su crianza fue abandonada por las explotaciones ganaderas, debido fundamentalmente a que el periodo de engorde es mayor al de otras razas. Su número se vio drásticamente reducido, concentrándose únicamente en criaderos domésticos, o en libertad viviendo de manera salvaje, muchos de ellos descartados en la campaña sanitaria frente a la peste porcina hasta el punto de ser declarada como extinguida oficialmente hacia el año 2000.
Tras un inventario de especies autóctonas de Andalucía iniciado en 2005 por el grupo de investigación MERAGEM, se comprobó la supervivencia de ejemplares encuadrados en esta estirpe, hecho que motivó el interés por su recuperación. La Facultad de Veterinaria de la Universidad de Córdoba, con el asesoramiento de la Oficina Comarcal Agraria de Ronda, proyectó su recuperación como estirpe para la explotación ganadera en 2008. Tres años más tarde, consiguió recuperarse mediante un programa impulsado por la Diputación Provincial de Cádiz, en colaboración con la Universidad de Córdoba, a través de un programa del Instituto Nacional de Investigación y Tecnología Agraria y Alimentaria. Para su recuperación se utilizaron dos machos y cuatro hembras catalogados como dorados ibéricos puros, hallados en un minucioso proceso por pequeños pueblos y caseríos de la zona, y de las capturas de ejemplares asilvestrados. Fueron reproducidos en el núcleo zoológico de razas ganaderas de la finca Algaba de Ronda (Málaga), espacio dedicado a la recuperación de especies autóctonas de Andalucía en peligro de extinción. Además, se creó un núcleo de conservación de la estirpe en el Centro Experimental Agrícola y Ganadero de Jerez de la Frontera (Cádiz).
Los ejemplares fueron adquiridos por una empresa privada, que comenzó su cría y posterior comercialización.

## Características
Es un animal más pequeño que el resto de los cerdos ibéricos, tiene el pelo rubio casi dorado, el hocico cóncavo y orejas y patas muy cortas. Tras el proyecto de recuperación, esta estirpe fue descrita de la siguiente manera:

Se trata de animales de conformación recogida y pequeño formato, de capa de color “rojo encendido” (dorado) con abundante pelo y remolinos frecuentes. Las extremidades están bien musculadas, son cortas y de caña fina, determinando un animal “cerca de tierra”. Las orejas, pequeñas, se disponen de manera horizontal sobre los ojos a modo de viseras. La cabeza está bien proporcionada, algo corta, de frente amplia, ligeramente hundida, con perfil cefálico que se aproxima a la concavidad. Los subnasales son alargados y el hocico “puntiagudo”. El cuello es potente y musculoso, pudiendo presentar mamellas. Línea dorsal que tiende a la rectitud, con inclinación ascendente hasta la unión con la grupa, que es derribada (inclinada). El nacimiento de la cola es bajo. Las pezuñas presentan frecuentemente vetas y despigmentaciones.
Proyecto de recuperación y conservación de la estirpe Dorado Gaditano de cerdo ibérico

Su carne destaca por ser más blanda que la de otras variedades de cerdo ibérico, y por tener mayor cantidad de grasa, pues contiene un 62% de ácido oleico, frente al habitual de los cerdos ibéricos de bellota que se sitúa entre el 53% y el 57%. Su inclusión en el mercado como producto ibérico, ecológico y de autor tuvo especial acogida en el continente asiático.